# Htilominlo
Cette page contient des caractères spéciaux ou non latins. S’ils s’affichent mal (▯, ?, etc.), consultez la page d’aide Unicode.
Htilominlo (birman ထီးလိုမင်းလို, tʰílò mɪ́ɴlò, 4 février 1175 - 19 juillet 1235), ou Nandaungmya (littéralement "celui qui réclamait le trône"), fut le huitième souverain du Royaume de Pagan, en Birmanie. Il succéda à son père Narapatisithu en 1210, et régna jusqu'en 1234.
Il acheva le Temple de Gawdawpalin commencé par son père, construisit le Temple de la Mahabodhi et le dernier "grand" temple de Bagan, le Temple de Htilominlo.
Il mourut à 60 ans ; son fils Kyaswa lui succéda.

## Histoire
Son règne de 24 ans marque le début du déclin de la dynastie. Il fut le premier à souffrir de plus d'un siècle d'enrichissement des fondations religieuses, dispensées d'imposition, qui avaient terriblement réduit la base taxable du royaume.
Htilominlo fut le dernier grand constructeur de temples, principalement hors de la région de Pagan, ce qui reflète la détérioration des finances du royaume. Bouddhiste dévot, il abandonna le commandement de l'armée et remit la gestion des affaires courantes à un conseil privé formé de ministres, le précurseur de l'Hluttaw, organe central des dynasties suivantes, pour se consacrer à la religion et aux constructions.
Son règne fut pacifique, à l'exception d'une révolte au nord de Tagaung, qui fut réprimée par son commandant en chef. Selon toutes les sources, il fut populaire parmi son peuple. Cependant il ne régna pas véritablement et négligea complètement la question des domaines religieux, tout comme ses prédécesseurs et ses successeurs : dans les années 1280, deux-tiers des terres cultivables de la Haute-Birmanie étaient tombées aux mains des bonzes, privant le pouvoir royal des moyens nécessaires pour s'assurer la loyauté des siens.